# Oberon (linguaggio di programmazione)
Oberon è un linguaggio di programmazione, derivato dal Modula-2, creato alla fine degli anni ottanta dal Prof. Niklaus Wirth e dai suoi associati al Politecnico Federale di Zurigo in Svizzera. Il nome deriva da quello di Oberon, una delle lune di Urano e non va confuso col sistema operativo Oberon, scritto in Oberon, per le workstation Ceres and Chamaleon.
Il linguaggio Oberon è stato portato su molte diverse piattaforme (compreso Java). Parimenti, il sistema operativo Oberon è stato portato su diversi hardware.